# Cacographis macrops
Cacographis macrops là một loài bướm đêm trong họ Crambidae.